# Флаг муниципального округа Чертаново Южное
Флаг муниципального округа Черта́ново Ю́жное в Южном административном округе города Москвы Российской Федерации — опознавательно-правовой знак, служащий официальным символом муниципального образования.
Первоначально дынный флаг был утверждён 20 апреля 2004 года как флаг муниципального образования Чертаново Южное.
Законом города Москвы от 11 апреля 2012 года № 11, муниципальное образование Чертаново Южное было преобразовано в муниципальный округ Чертаново Южное.
Решением Совета депутатов муниципального округа Чертаново Южное от 14 ноября 2017 года этот флаг был утверждён флагом муниципального округа Чертаново Южное.
Решением Совета депутатов муниципального округа Чертаново Южное от 11 февраля 2020 года предыдущее решение было признано утратившим силу и утверждено новое описание флага округа.
Флаг внесён в Государственный геральдический регистр Российской Федерации с присвоением регистрационного номера 12905.

## Описание
Описание флага, утверждённое решением от 20 апреля 2004 года:
«Флаг муниципального образования Чертаново Южное представляет собой двустороннее, прямоугольное полотнище с соотношением сторон 2:3.
Полотнище состоит из горизонтальной жёлтой зубчатой полосы, проходящей в середине полотнища, ширина которой вместе с зубцами составляет 19/40 ширины полотнища. Верхняя часть полотнища голубая, нижняя красная.
В центре полотнища, на жёлтой зубчатой полосе помещено изображение цветка василька натурального цвета. Габаритные размеры изображения составляют 5/24 длины и 3/10 ширины полотнища».
Описание флага, утверждённое решением от 14 ноября 2017 года:
«Флаг муниципального округа Чертаново Южное представляет собой двустороннее, прямоугольное полотнище с соотношением сторон 2:3.
Полотнище состоит из горизонтальной жёлтой зубчатой полосы, проходящей в середине полотнища, ширина которой вместе с зубцами составляет 19/40 от ширины полотнища. Верхняя часть полотнища голубая, нижняя красная.
В центре полотнища, на жёлтой зубчатой полосе помещено изображение цветка василька натурального цвета. Габаритные размеры изображения составляют 5/24 и 3/10 ширины полотнища».

Описание флага, утверждённое решением от 11 февраля 2020 года:
«Прямоугольное двустороннее полотнище с отношением ширины к длине 2:3, воспроизводящее фигуры из герба муниципального округа Чертаново Южное, выполненные синим, жёлтым, красным, зелёным и малиновым цветами».
Описание герба: «В золотом поле, между стеннозубчатыми лазоревой главой и червлёной оконечностью — видимый сбоку лазоревый цветок василька с отчасти пурпурной сердцевиной и зелёным стеблем».

## Обоснование символики
Муниципальный округ Чертаново Южное исторически связан с небольшой подмосковной деревней Чертаново, которая дала название трём внутригородским муниципальным образованиям в городе Москве. Деревня Чертаново располагалась на берегах речки Чертановки, там, где сейчас проходит Чертановская улица и Варшавское шоссе. В 1930-е годы был разработан первый план застройки Чертанова и включения деревни в черту города Москвы, но начало войны помешало осуществить этот план. Частью города Москвы деревня Чертаново стала только в 1960 году, а территория деревни стала застраиваться современными многоэтажными домами.
Первые документальные сведения о Чертанове встречаются в переписной книге дворцовой Коломенской волости 1675—1677 годов. В течение почти двухсот лет деревня входила в состав дворцовых владений, а в 1797 году стала удельным владением. Изначально крестьяне Чертанова занимались садоводством, чаще всего выращивали малину. После того, как в середине XIX века была пущена в эксплуатацию Курская железная дорога, а в Москву стали доставлять более дешёвые фрукты с юга, жители Чертанова начали развивать огородничество. Одной из самых популярных культур, которые выращивали здесь, стала капуста. Под огороды распахали низменные места по берегам реки Чертановки, символически обозначенной на флаге муниципального округа Чертаново Южное синей стенозубчатой главой.
В прошлом на территории муниципального округа Чертаново Южное, в районе станции метро Аннино, находилась деревня Анино. В 1895 году в этой местности было положено начало производства кирпича. В советское время, это производство стало мощным предприятием по выпуску строительных материалов (кирпича), аллегорически обозначенное на флаге муниципального округа Чертаново Южное жёлтым полем.
В начале 1930-х годов рядом с кирпичным заводом возник посёлок Красный Строитель, большую часть которого снесли в 1960 году. Оставшаяся часть посёлка сохранилась, и стала частью района Южное Чертаново, а затем вошла ещё и в территориальные границы муниципального округа.
В 1989 году начала прокладываться новая улица, которая проходит в настоящее время по территориям трёх внутригородских муниципальных образований в городе Москве: Бирюлёво Западное, Чертаново Центральное, Чертаново Южное и получившая название «улица Подольских Курсантов». Улица названа в честь курсантов Подольских пехотного и артиллерийского училищ, которые в октябре 1941 года в течение трёх недель обороняли юго-западные подступы к Москве. Подвиг курсантов Подольских пехотного и артиллерийского училищ нашёл отражение во флаге муниципального округа Чертаново Южное. Красная стенозубчатая полоса флага аллегорически символизирует героизм, мужество и стойкость Подольских курсантов, ценой своих жизней, задержавших продвижение гитлеровских войск к южным подступам Москвы.
Ещё во второй половине XIX века в здешних местах возникла усадьба семьи Феррейнов — российских фармацевтов. Имение располагалось недалеко от станции Битца (Курского направления Московской железной дороги). Наибольшую известность в России второй половины XIX века из этой семьи получил Владимир Карлович Феррейн.
Владимир Карлович был магистром фармацевтики, содержал в Москве крупнейшую в Европе Старо-Никольскую аптеку (действующую и по ныне), имел чин действительного статского советника. Несколько лет этот купец 1-й гильдии был членом Московской городской думы. Учитывая его заслуги, фармацевты избрали Владимира Карловича председателем Московского фармацевтического общества. Он также активно занимался благотворительностью, работал в различных попечительских фондах и советах.
В усадьбе фармацевта, были обширные плантации лекарственных растений и большой ботанический сад. Плантации лекарственных растений заходили и на территорию теперешнего муниципального округа Чертаново Южное. В настоящее время, недалеко от южной границы муниципального округа Чертаново Южное, с 1931 года, на бывших плантациях лекарственных растений фармацевта В. К. Феррейна, располагается Всероссийский институт лекарственных и ароматических растений (ВИЛАР).
Цветок василька на флаге муниципального округа Чертаново Южное символично напоминает о выдающемся российском фармацевте Владимире Карловиче Феррейне, о его деятельности и заслугах пред Москвой, а также существовавших когда-то в этих местах, где он жил и трудился, обширных плантациях лекарственных растений.
Применённые на флаге цвета символизируют:
синий цвет — символ красоты, любови к родине, верность, доброе предзнаменование, гордость, славу, величие, а также водную гладь (поверхность);
жёлтый цвет (золото) — символ справедливости, милосердия, самостоятельности, богатства, процветания;
красный цвет — символ подвига, храбрости, мужества, неустрашимости, стойкости и великодушия;
пурпурный цвет (пурпур) — символ достоинства, благочестия, умеренности, щедрости и верховной власти;
зелёный цвет — символ изобилия, плодородия, радости, свободы, покоя и мира.